# Razcepljarke
Razcepljarke (znanstveno ime Inocybaceae) je družina gliv iz redu listarjev (Agaricales). 

## Seznam rodov razcepljark Slovenije[2]
- razcepljenke (Inocybe)
- razcepljenci (Inosperma)
- naluskanke (Mallocybe)
- parazcepljenke (Pseudosperma)

## Galerija slik
- prstenolistna razcepljenka
(Inocybe geophylla)
- rdečeči razcepljenec
(Inosperma adaequatum)